# Јонешти (Арад)
Јонешти (рум. Ionești) насеље је у Румунији у округу Арад у општини Халмађу. Oпштина се налази на надморској висини од 234 m.

## Становништво
Према подацима из 2002. године у насељу је живело 195 становника, од којих су сви румунске националности.